# 梁辰魚
梁辰魚（1520年—1592年），字伯龍，號少白、仇池外史，崑山人。

## 生平
先世为当地望族。正德十五年（1520年）出生。身高八尺，多鬚。以例貢為太學生，多才多藝、任俠好遊。嘉靖三十二年（1562年），受聘為江浙總督胡宗憲幕下書記，為抗擊倭寇出謀劃策。當時名士茅坤、沈明臣、徐渭等均在胡宗憲的幕中。不久，胡宗憲因攀附嚴嵩而下獄。梁辰魚離開浙江。隆庆元年（1567年）客居金陵，与莫是龍、孙七政、殷都、吴嵌等结诗社於南京鹫峰禅寺。他曾作《紅線女》等雜劇，但以《浣紗記》傳奇最著名。此外還寫過《遠遊稿》、《江東白苧》等。萬曆二十年（1592年）卒。
梁辰魚是以崑腔來寫作戲曲的第一人。由於其作品膾炙人口，使崑腔得以廣泛傳布。從元末到魏良輔時期，崑腔還只停留在清唱階段，到了梁辰魚，才予崑腔以舞台的生命，這是梁辰魚在中國戲劇史上的重大貢獻。